# Mundo S/A
Mundo S/A foi um programa de televisão brasileiro da Globo News, exibido sempre às segundas, 23h00.

## Sinopse
Falava das tendências do mundo corporativo, experiências de sucesso e empresas inovadoras. Contava com a participação de repórteres no Brasil, como Joana Calmon, e dos correspondentes no exterior. O programa foi ancorado primeiro por Rodrigo Alvarez e depois por Maria Prata, colunista de moda da CBN. Tinha o formato igual ao do programa Pequenas Empresas Grandes Negócios, exibido pela própria Globo News e também pela Rede Globo. Saiu do ar em 2018.